# 陆凯 (北魏)
陆凯（5世纪？—504年），字智君，北魏代郡鲜卑族，陆馛之子，陆琇之弟。
陆凯十五岁时，为中书学生。出任侍御中散，转任给事黄门侍郎。在枢要十余年，以忠厚见称。魏孝文帝变法改制，多召汉官议政，鲜卑贵族快怏不快，孝文帝令陆凯私下告知国戚；表明没有亲汉官疏国戚之意。出任正平太守，在郡七年，有良吏之称。魏宣武帝景明二年，咸阳王元禧谋反，陆琇被陷害死在狱中。他被牵连下狱，后赦免，称陆琇冤枉。正始初年，恢复陆琇官爵。不久陆凯去世。谥惠。其子陆暐、陆恭之。